# Warzone (canção)
"Warzone" é uma canção da banda britânica The Wanted, gravada para o seu segundo álbum de estúdio Battleground. Foi composta e produzida por Harry Sommerdahl, com o auxílio de Jack McManus, Harry Sommerdahl, Max George e Nathan Sykes na escrita. A 26 de Dezembro de 2011, foi lançado como quarto e último single do disco através da Island Records.

## Desempenho nas tabelas musicais

### Posições
| Tabela musical (2011)            | Melhor posição |
| -------------------------------- | -------------- |
| Escócia - Scottish Singles Chart | 18             |
| Irlanda - IRMA                   | 27             |
| Reino Unido - UK Singles Chart   | 21             |